# Kirov (Oblast' di Kirov)
Kírov (in russo Ки́ров?) è una città della Russia europea nord-orientale, capoluogo dell'omonima oblast'. Sorge lungo la ferrovia Transiberiana e possiede un porto lungo le sponde del fiume Vjatka.
Fondata nel 1181, nel documento più antico di cui si è in possesso, datato 1374, viene citata con il nome di Vjatka (Вя́тка). Venne rinominata Chlynov (Хлы́нов) nel 1489, ma tornò ufficialmente alla denominazione originaria nel 1781.
 La città assunse l'attuale nome il 5 dicembre 1934, in onore del politico sovietico, Sergej Kirov.

## Storia
La città venne fondata nel 1181 dai Russi di Velikij Novgorod come fortino a difesa dai Bulgari del Volga; si hanno documenti del 1374 che ne attestano lo status di città, viene conosciuta per la produzione di giocattoli di argilla.
Nel 1457, in seguito della costruzione di un cremlino la città fu rinominata Chlynov (Хлынов). Entrò a far parte del Ducato di Moscovia nel 1489. Nel XVII secolo venne amministrata dal Khanato di Kazan' con il nome di HılınD
La denominazione di Vjatka le venne restituita nel 1781 dalla zarina Caterina la Grande e rimase fino al 5 dicembre 1934, giorno in cui assunse il nome attuale di Kirov, in onore del politico sovietico Sergej Kirov, assassinato quattro giorni prima.

## Società

### Evoluzione demografica
Fonte: mojgorod.ru
- 1811: 4.200
- 1863: 14.700
- 1897: 25.000
- 1926: 61.000
- 1939: 142.000
- 1959: 252.000
- 1970: 333.000
- 1989: 440.200
- 2002: 457.578
- 2006: 468.500

## Geografia fisica

### Clima
Fonte: WorldClimate.com
- Temperatura media del mese più freddo (gennaio): -14,2 °C
- Temperatura media del mese più caldo (luglio): 18,1 °C
- Precipitazioni medie annue: 563 mm

| Kirov (1991-2020) Fonte:    | Mesi         | Mesi         | Mesi         | Mesi         | Mesi         | Mesi        | Mesi        | Mesi        | Mesi        | Mesi         | Mesi         | Mesi         | Stagioni | Stagioni | Stagioni | Stagioni | Anno  |
| Kirov (1991-2020) Fonte:    | Gen          | Feb          | Mar          | Apr          | Mag          | Giu         | Lug         | Ago         | Set         | Ott          | Nov          | Dic          | Inv      | Pri      | Est      | Aut      | Anno  |
| --------------------------- | ------------ | ------------ | ------------ | ------------ | ------------ | ----------- | ----------- | ----------- | ----------- | ------------ | ------------ | ------------ | -------- | -------- | -------- | -------- | ----- |
| T. max. media (°C)          | −8,4         | −6,8         | 0,1          | 9,1          | 17,9         | 22,0        | 24,4        | 21,1        | 14,7        | 6,2          | −2,0         | −6,7         | −7,3     | 9,0      | 22,5     | 6,3      | 7,6   |
| T. media (°C)               | −11,5        | −10,5        | −4,0         | 4,1          | 11,9         | 16,4        | 18,9        | 15,9        | 10,2        | 3,2          | −4,3         | −9,4         | −10,5    | 4,0      | 17,1     | 3,0      | 3,4   |
| T. min. media (°C)          | −14,5        | −13,9        | −7,7         | −0,2         | 6,5          | 11,4        | 13,8        | 11,6        | 6,7         | 0,8          | −6,5         | −12,2        | −13,5    | −0,5     | 12,3     | 0,3      | −0,4  |
| T. max. assoluta (°C)       | 3,8 (2007)   | 6,0 (2015)   | 13,9 (2007)  | 27,3 (1950)  | 34,2 (1923)  | 36,9 (1921) | 36,6 (2010) | 35,9 (1920) | 30,1 (1995) | 22,6 (1991)  | 11,0 (1967)  | 7,0 (2008)   | 7,0      | 34,2     | 36,9     | 30,1     | 36,9  |
| T. min. assoluta (°C)       | −53,4 (1940) | −40,5 (1929) | −33,8 (1902) | −21,2 (1963) | −10,5 (1926) | −2,4 (1916) | 2,7 (1926)  | −0,1 (2019) | −8,3 (1903) | −23,2 (1920) | −39,8 (1890) | −45,2 (1919) | −53,4    | −33,8    | −2,4     | −39,8    | −53,4 |
| Nuvolosità (okta al giorno) | 8,4          | 7,7          | 7,1          | 6,6          | 6,6          | 6,7         | 6,4         | 7,0         | 7,6         | 8,3          | 8,7          | 8,7          | 8,3      | 6,8      | 6,7      | 8,2      | 7,5   |
| Precipitazioni (mm)         | 51           | 37           | 42           | 39           | 54           | 81          | 82          | 73          | 56          | 69           | 57           | 57           | 145      | 135      | 236      | 182      | 698   |
| Giorni di pioggia           | 6            | 4            | 6            | 14           | 18           | 19          | 18          | 20          | 22          | 20           | 11           | 7            | 17       | 38       | 57       | 53       | 165   |
| Nevicate (cm)               | 44           | 55           | 56           | 13           | 0            | 0           | 0           | 0           | 0           | 1            | 10           | 25           | 124      | 69       | 0        | 11       | 204   |
| Giorni di neve              | 28           | 24           | 20           | 9            | 3            | 0,3         | 0,0         | 0,0         | 1,0         | 12,0         | 24,0         | 28,0         | 80,0     | 32,0     | 0,3      | 37,0     | 149,3 |
| Giorni di nebbia            | 1            | 1            | 1            | 2            | 1            | 1           | 2           | 2           | 3           | 3            | 3            | 1            | 3        | 4        | 5        | 9        | 21    |
| Umidità relativa media (%)  | 85           | 81           | 74           | 65           | 60           | 67          | 70          | 76          | 80          | 84           | 86           | 85           | 83,7     | 66,3     | 71       | 83,3     | 76,1  |
| Vento (direzione-m/s)       | S 2,8        | S 2,8        | S 2,7        | SW 2,6       | W 2,6        | W 2,3       | N 2,0       | W 2,1       | W 2,2       | W 2,7        | S 2,8        | S 2,9        | 2,8      | 2,6      | 2,1      | 2,6      | 2,5   |

## Trasporto

### Aereo

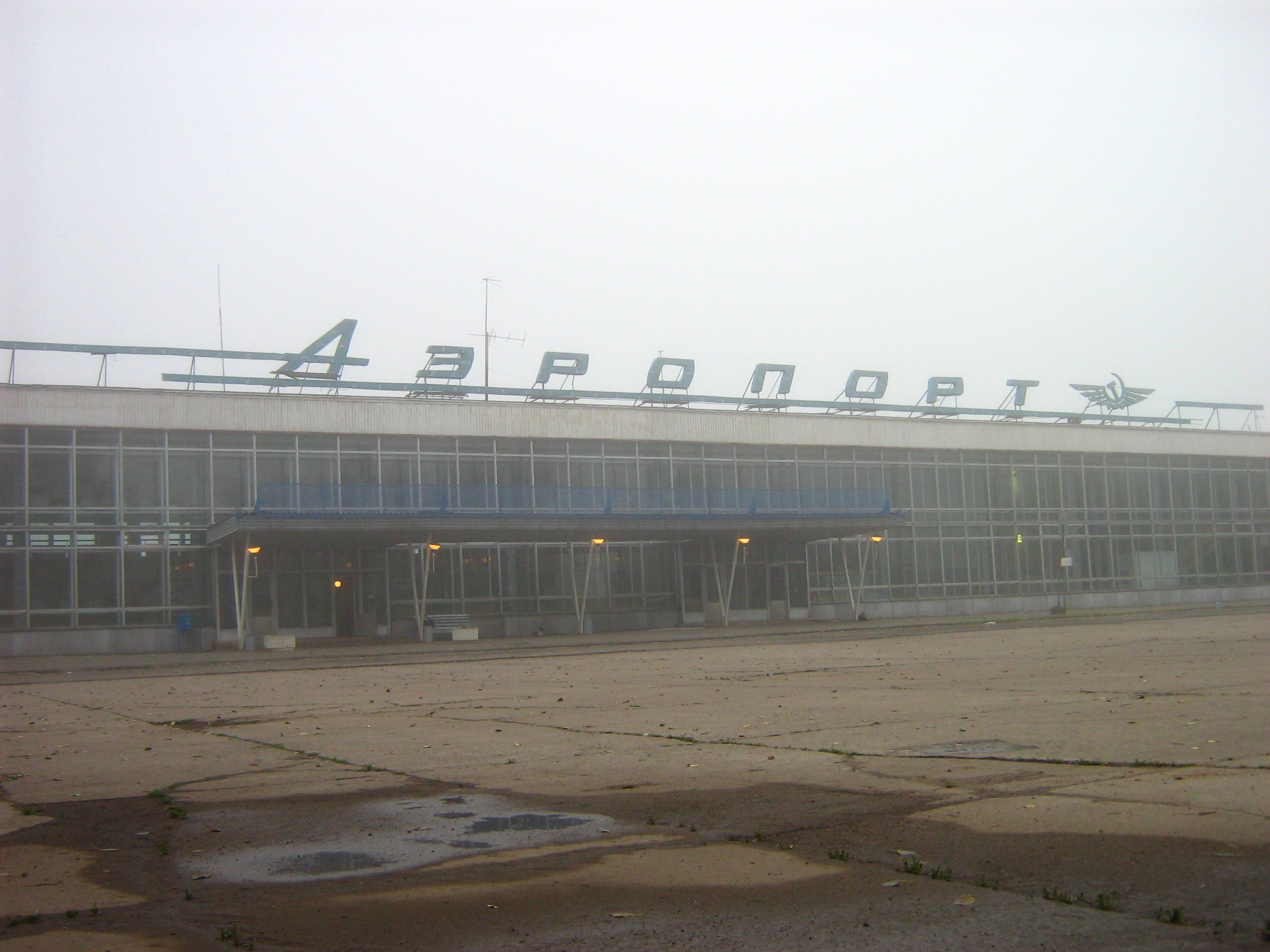
Terminal Passeggeri dell'Aeroporto di Kirov

La città è servita dall'Aeroporto di Kirov dove si basa la compagnia aerea russa Kirov Air Enterprise che effettua i collegamenti giornalieri diretti con la capitale russa Mosca e con altre città importanti del Nord della parte Europea della Russia.

## Treno

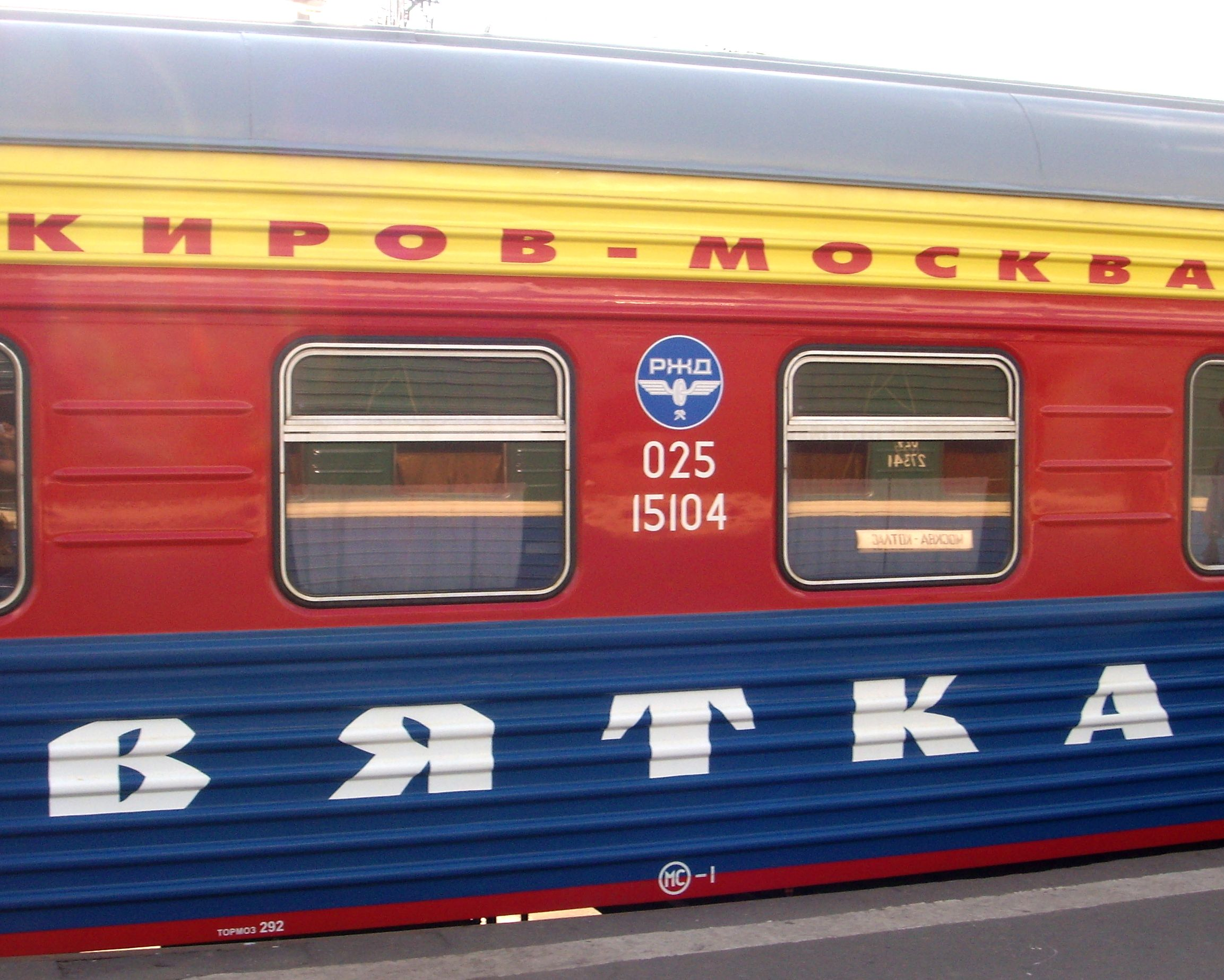
Il treno Kirov-Mosca "Vjatka" delle Ferrovie russe

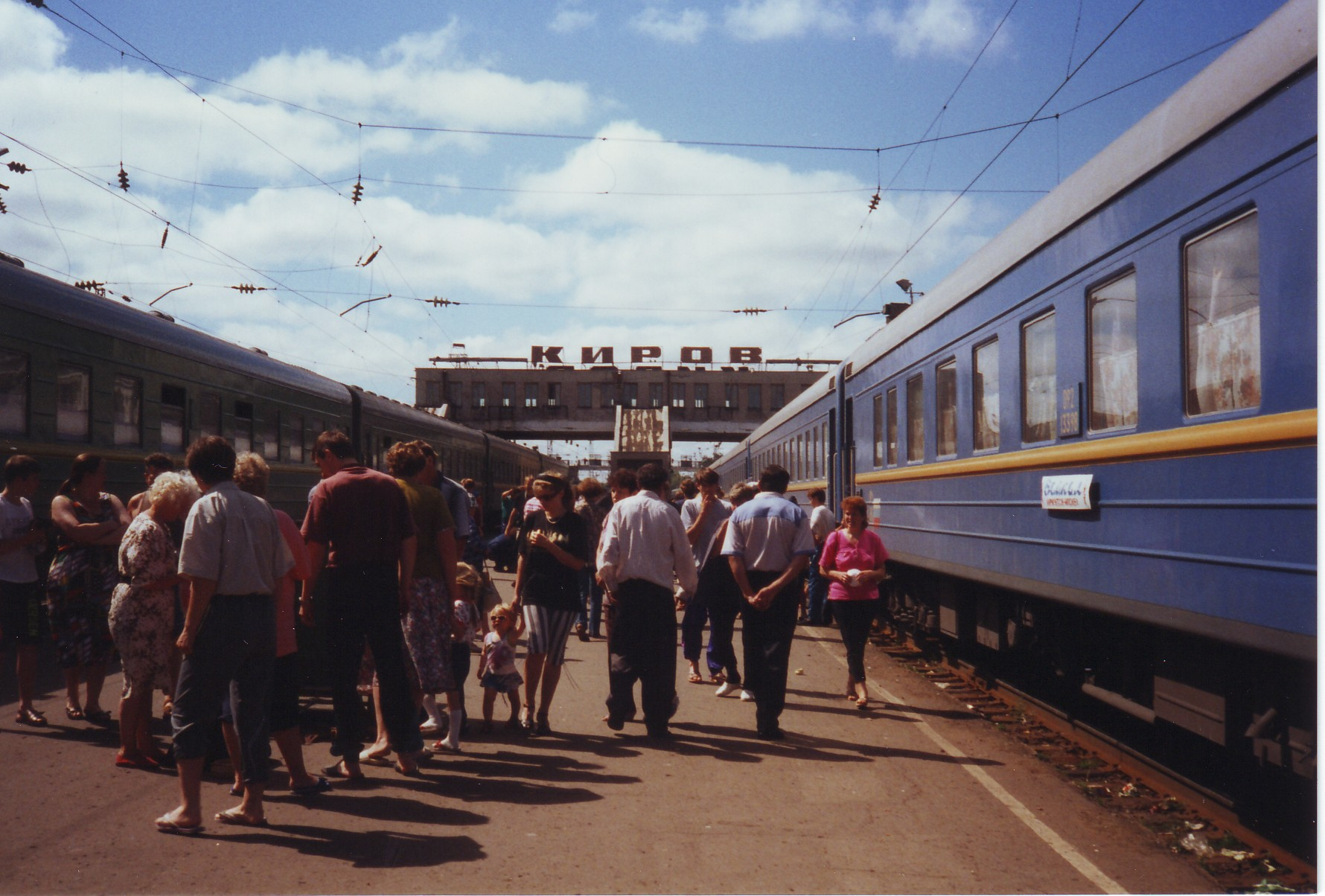
Il treno Irkutsk-Mosca "Bajkal" alla Stazione di Kirov

La Stazione di Kirov è un importante nodo ferroviario nel attuale percorso della linea transiberiana. A Kirov fermano tutti i treni principali a lunga percorrenza che collegano Mosca e San Pietroburgo con Perm', Tjumen', Novyj Urengoj, Ekaterinburg, Omsk, Astana, Novosibirsk, Novokuzneck, Abakan, Krasnojarsk, Irkutsk, Čita, Chabarovsk, Vladivostok.